# 波卡鲱属
波卡鲱属（学名：Bolcaichthys，意為「蒙特波卡的魚」）是一类已灭绝的鲱鱼，属于鲱形目鲱科，其现生种群包括鲱属、鲥属和沙丁鱼属等。
该属生存于始新世意大利著名的化石库——蒙特波卡化石库，目前只包含模式种锐尾鳍波卡鲱（Bolcaichthys catopygopterus）一个物种，由古魚類學家朱塞佩·马拉玛（Giuseppe Marramà）和乔治·卡尔内瓦莱（Giorgio Carnevale）于2015年描述。在此之前，它的学名是由亚瑟·史密斯·伍德沃德于1901年命名的锐尾鳍鲱（Clupea catopygoptera）。

## 发现与命名
意大利威尼托的著名化石库——蒙特波卡化石库的佩夏拉地层中发现了大量保存完好的波卡鲱属化石。锐尾鳍波卡鲱生活在地中海的前身特提斯洋的热带海域中，年代大约在49至48.5百万年前的始新世晚期（伊普雷斯期）。
佩夏拉是蒙特波卡化石库的主要组成部分，就發現於此的化石标本而言，波卡鲱属是数量最多的物种。
蒙特波卡始新世的热带珊瑚礁水域环境同时受沿岸海域和开放海域的影响。在这种环境下，化石被保存在层状钙质沉积物中，沉积于缺氧的洼地内。
1901年，亚瑟·史密斯·伍德沃德爵士根据蒙特波卡化石库的化石首次描述了这种鱼类。这位学者将这些化石归类于鲱属的一个新物种锐尾鳍鲱，并将它类比为蒙特波卡的沙丁鱼。直到2015年，马拉玛和卡尔内瓦莱研究了300多件保存在各个机构和博物馆的鲱鱼化石标本，发现蒙特波卡出產的鲱科标本中，有95%以上属于该物种。它們与鲱属其他物种的差異夠大，可以归入单独的波卡鲱属。

## 描述
马拉玛和卡尔内瓦莱研究了大约300件鲱鱼化石，并在2015年得出结论：這些化石中有逾95%属于同一物种，即处于不同生长阶段的锐尾鳍波卡鲱。
成年波卡鲱属的全长不超过10厘米，其头长约为其体长的四分之一到三分之一。颅骨顶部有10-14条额顶纹线。鳃骨有5至6根，背部没有鳞片。嘴位于头部的最前端，其下颌和上颚都没有牙齿，脊柱由40至42块椎骨、20至22根胸膜肋骨和3根尾上骨组成。

## 古生态学
始新世蒙特波卡的海洋环境有时有利于单细胞微藻（如硅藻）的藻类水华，硅藻是波卡鲱属的主要食物来源。波卡鲱属的所有发育阶段（稚鱼期、幼鱼期和成鱼期）都有大量属于该属的标本，这支持了沉积物在开放海域生态影响下会沉积于海岸附近的假说。
蒙特波卡的层压石灰岩岩层中还有两种体型与波卡鲱属相当的鲱科鱼类：
- 波卡托氏鲱（Trollichthys bolcensis），鲱科[7]

- 让维耶始西鲱（Eoalosa janvieri），鲱科[4]